# Truckfighters
Truckfighters — шведская рок-группа, сформированная в начале 2000-х. За всю историю отыграла около 300 концертов, большинство в Европе. В своём первом туре по США, который состоялся в июле 2011, Truckfighters кроме всего прочего посетили такие города как Нью-Йорк, Чикаго, Детройт и Кливленд, в сумме отыграв 11 концертов.

## Жанры и стили
Группа специализируется на вариациях стоунер-рока середины и конца 90х годов, по звучанию напоминающему творчество таких групп как Dozer, Kyuss и Fu Manchu. За всю историю своего существования Truckfighters прошли путь от классического стоунера к прогрессивному/альтернативному металу.

## Фильм о группе
Документальный фильм «Truckfighters», рассказывающий о жизни группы, который был снят Джорджем Стейнеком (Joerg Steineck) и Кристианом Масижевским (Christian Maciejewski), выпущен в декабре 2011 года.
В нём среди прочего есть интервью с Джошем Хомме, который называет Truckfighters «лучшей из когда-либо существовавших групп».

## Состав
Текущий состав
- Ozo (Oskar Cedermalm) — бас, вокал
- Dango (Niklas Källgren) — гитара
- Mc-Kenzo (Danne McKenzie) — ударные

Бывшие участники
- Pezo (Oscar Johansson) — ударные
- Frongo (Fredrik Larsson) — ударные (2010—2011)
- Pedro (Pär Hjulström) — ударные (2009—2010)
- Fredo (Winfred Kennerknecht) — гитара (до 2008)
- Paco (Andreas von Ahn) — ударные (покинул группу в 2008 из-за травмы запястья)
- Franco (Fredrik Nilsson) — гитара (до сих пор)

## Дискография
Студийные альбомы
- 2005 — Gravity X (MeteorCity Records/Fuzzorama Records)
- 2007 — Phi (Fuzzorama Records/Poison Tree Records)
- 2009 — Mania (Fuzzorama Records/Rough Trade Records)
- 2014 — Universe (Fuzzorama Records)
- 2016 — V (Fuzzorama Records)

Мини-альбомы

В каждом EP использована только одна сторона для записи.
- 2001 — Desert Cruiser EP
- 2002 — Heading for gods warehouse EP
- 2003 — Truckfighters vs. Firestone — Fuzzsplit of the Century (Fuzzorama Records) сплит CD EP/12" EP с местной шведской группой Firestone
- 2004 — Truckfighters do Square — Square do Truckfighters (Fuzzorama Records) 7" сплит с Square

Лонгплей
- 2011 — Hidden Treasures of Fuzz — The Anniversary of the Century (Fuzzorama Records) состоит из изданных мини-альбомов и b-сайдов, выпущен на виниле; также этот лонгплэй можно скачать, но без бонусных треков, которые присутствуют на пластинке